# گام شرمسارانه
گام شرمسارانه (به انگلیسی: Walk of Shame) فیلمی در ژانر کمدی به کارگردانی استیون بریل است که در سال ۲۰۱۴ منتشر شد.

## بازیگران
- الیزابت بنکس
- جیمز مارسدن
- جیلیان جیکوبز
- سارا رایت
- بیل بور
- کن داویتیان
- کوین نیلن
- الیور هادسون
- ویلی گارسون
- نیسی نش